# Джума-Джамі (Шейхкой)
Шейхкой-Джамі — колишня мечеть, розташована в селі Шейхкой (Давидове) у Сімферопольському районі Автономної Республіки Крим. Сьогодні від мечеті залишилися лише руїни.

## Історія
Відомостей про цю споруду надзвичайно мало. Документів ханських часів не збереглося, а в реєстрах XIX століття вона коротко згадується як «Мечеть Джума-Джамі» при селі Шейхкой на вакуфних землях, і цим все відомості про неї вичерпуються. Єдиним відомим на сьогоднішній день описом цієї пам'ятки залишається коротка замітка відомого кримськотатарського дослідника Османа Акчокракли. У 1928 році під час експедиції з вивчення пам'яток золотоординської архітектури він побував у Шейхкої, оглянув древню будівлю та описав її.
Акчокракли застав споруду вже в напівзруйнованому стані, але біля неї все ще зберігалися купол і дверні прорізи, а головне — арабські написи над входом в мечеть. Осман Акчокракли переписав їх собі в зошит, і тепер його записки слугують для нас головним джерелом інформації про цю зниклу пам'ятку.
Напис над головним входом було написано, що ця будівля зведена в часи правління золотоординського хана Бердібека за велінням еміра Кутлуг-Тимура. А над іншими дверима була поміщена дата будівництва: місяць 760 року хіджри — тобто, літо 1359 року.
У середині XX століття була зруйнована.